# Hecabalodes anthaxiae
Hecabalodes anthaxiae är en stekelart som beskrevs av Wilkinson 1929. Hecabalodes anthaxiae ingår i släktet Hecabalodes och familjen bracksteklar. Inga underarter finns listade i Catalogue of Life.